# Rhinaplomyia echinata
Rhinaplomyia echinata är en tvåvingeart som beskrevs av Louis-Paul Mesnil 1957. Rhinaplomyia echinata ingår i släktet Rhinaplomyia och familjen parasitflugor.
Artens utbredningsområde är Myanmar. Inga underarter finns listade i Catalogue of Life.